# Cotia Challenger
Il Cotia Challenger è stato un torneo professionistico di tennis giocato su campi in cemento. Faceva parte dell'ATP Challenger Series. L'unica edizione si è disputata a Cotia in Brasile.

## Albo d'oro

### Singolare
| Anno | Campione          | Finalista        | Punteggio     |
| ---- | ----------------- | ---------------- | ------------- |
| 1993 | José Luis Noriega | Danilo Marcelino | 3–6, 7–6, 6–1 |

### Doppio
| Anno | Campioni                     | Finalisti                       | Punteggio     |
| ---- | ---------------------------- | ------------------------------- | ------------- |
| 1993 | Otavio Della Marcelo Saliola | Danilo Marcelino Francisco Roig | 6–2, 6–7, 6–3 |